# 盛勁為
盛勁為（英語：Keith Shing King Wai，1990年2月26日—），香港藝人。原為國泰港龍航空副機師，2020年因新型冠狀病毒疫情失業後曾一度短暫轉行成為無綫電視旗下經理人合約藝員，疫情結束復常後已重操故業。其妻為2015年香港小姐冠軍麥明詩。

## 簡歷
盛勁為於聖公會靈愛小學及保良局董玉娣中學畢業，中學時為校內排球隊成員，受訓於香港男子排球代表隊主教練羅永輝和參加過學界比賽，並於2007年參與香港排球少年隊選拔，惟未獲選中。2013年於香港大學畢業後投考民營運輸機飛行員執照，至2016年則加入國泰港龍航空擔任初級副機師。
2020年10月21日，國泰港龍航空因新型冠狀病毒疫情而重整業務裁員達8,500人，當中駐港員工佔高達5,300人，盛勁為亦為其中一員；其失業後與友人合資逾6位數於元朗大井圍盛屋村開設中式點心餐廳「盛坊」。同年12月初報名參加無綫電視舉辦的《衝上雲霄大選》藝員選秀比賽並贏得亞軍，因此於翌年1月獲無線電視正式簽為經理人合約藝員，自此出道踏足娛樂圈。4月起開始主持明珠台休閒節目《港生活·港享受》。

## 個人生活
盛出身新界元朗大井圍盛屋村原居民，家中有兩姊一弟，其本人排行第三，長姊盛幹心及其弟盛龍亨均是具認證私人銀行家資格、任職友邦保險資產管理區域的保險代理。
2024年，盛與女藝人、2015年香港小姐冠軍麥明詩結婚。

## 演出作品

### 電視劇
| 首播     | 劇名                  | 角色                    |
| 無綫電視 |                       |                         |
| 2022年   | 十八年後的終極告白2.0 | 客 人（第1集）          |
| 2022年   | 愛·回家之開心速遞     | 機 師（第1797、1841集） |
| 2022年   | 法證先鋒V             | Jarvis （第27集）       |
| 2023年   | 隱形戰隊              | 林致遠                  |
| 2023年   | 寵愛Pet Pet           | 助 手（第19集）         |
| 2023年   | 新聞女王              | 記 者（第1、2集）       |

### 綜藝節目
| 首播     | 節目名               | 備註                 |
| 無綫電視 |                      |                      |
| 2020年   | 衝上雲霄大選         | 參賽者之一           |
| 2021年   | 萬千星輝頒獎典禮2020 | 列席者之一           |
| 2021年   | 咁大件事點解冇人講   | 演出嘉賓             |
| 2021年   | 港生活·港享受        | 主持之一、4月8日加入 |
| 2021年   | 萬眾同心公益金       | 演出嘉賓             |
| 2021年   | 明星運動會           | 演出                 |

## 曾獲獎項與提名
| 年份   | 獎項             | 結果 |
| 2020年 | 衝上雲霄大選亞軍 | 獲獎 |

## 外部連結
- 盛勁為的Instagram帳戶